# Razafinandriamanitra
Razafinandriamanitra de Madagascar, née en 1882 et morte en 1897 à Saint-Denis, est une princesse malgache et une nièce de Ranavalona III. Elle est l'héritière présomptive du Royaume de Madagascar jusqu'à l'abolition de la monarchie en 1897.

## Biographie
La princesse Razafinandriamanitra naît en 1882 au sein de la famille royale malgache. Elle est la fille du docteur Andrianaly et de la princesse Rasendranoro, une sœur de la reine Ranavalona III,,. Elle est reconnue comme l'héritière présomptive du trône de Madagascar.
À l'âge de quatorze ans, pendant l'occupation française de Madagascar, Razafinandriamanitra tombe enceinte d'un soldat français resté inconnu. Il semble que ce soit un jeune officier français que la jeune adolescente a pris comme amant, malgré la réprobation de sa tante et reine. Le 28 février 1897, la monarchie malgache est abolie par les troupes coloniales françaises, et la France prend le contrôle du pays. Razafinandriamanitra accompagne sa mère et la princesse Ramasindrazana pour rejoindre sa tante, la reine Ranavalona III, à Toamasina après son départ contraint du palais royal de l'île de Madagascar. Ensemble, elles montent à bord du navire La Peyrouse et partent à La Réunion pour y vivre en exil. Elles arrivent à la Pointe des Galets. La reine et sa suite sont emmenées à Saint-Denis et s'installent à l'Hôtel de l'Europe. Le 1er mai 1897, Razafinandriamanitra donne naissance à une fille, Marie-Louise. Razafinandriamanitra meurt le 6 mai 1897, cinq jours après avoir accouché[Passage contradictoire (Différent de l'information donnée par l'infobox et par Wikidata)]. Elle est enterrée dans un cimetière de Saint-Denis. Sa fille devient l'héritière présomptive de la couronne.